# George Feyer
George Feyer (Budapest, 27 ottobre 1908 – New York, 21 ottobre 2001) è stato un pianista ungherese di musica leggera.

## Biografia
Il nome originale era György Fejér, mutato successivamente in George Feyer. Studiò pianoforte a Budapest, presso l'Accademia Musicale Franz Liszt, insieme a Sir Georg Solti. Ebbe come insegnanti Ernő Dohnányi, Zoltán Kodály e Béla Bartók. Il suo cognome significa "Bianco" (Feher nell'ungherese).
Dopo essersi diplomato a 23 anni, dal 1932 si dedicò alla musica leggera come pianista in rinomati locali europei, tra l'altro a Barcellona e Parigi. Nel 1939 tornò in Ungheria per stare con la famiglia ma, durante l'ultimo anno del periodo bellico, fu imprigionato nel campo di concentramento di Bergen-Belsen, dove fu salvato nel 1945 dagli Alleati.
Tornato a Budapest, alla fine del 1945 sposò Judith Hoffman, dalla quale nel 1946 ebbe il figlio Robert. Nel 1948 si recò in Svizzera, quindi nel 1951 si trasferì con la famiglia a New York, dove già si erano trasferiti la madre e il fratello Paul, dopo la morte del padre.
A New York suonò in alberghi prestigiosi come il Carlyle, lo Stanhope e il Waldorf-Astoria. Nel 1953 iniziò la sua carriera discografica, con il disco "Echi di Parigi". Mentre dal vivo suonava da solo - cantando occasionalmente alla maniera di Maurice Chevalier - nelle registrazioni utilizzava un accompagnamento ritmico. La sua personalità musicale è stata accostata a quella di Victor Borge.
Dal 1953 al 1956 incise per la Vox la lunga e fortunata serie "Echi di ...", iniziata con "Echi di Parigi", dove eseguiva melodie famose di tutto il mondo. Nel 1957 incise i suoi due unici dischi con orchestra, dedicati ai motivi di Cole Porter e Jerome Kern. Incise anche per la RCA e per la Decca, mentre per la Vanguard suonò anche Gershwin.
Nel 1982, dopo la morte della moglie, cessò le esibizioni in pubblico. Nel 1985 si sposò con Marta Cleyman. Dal 1961 al 1999 si esibì settimanalmente e gratuitamente per i pazienti del Memorial Sloan-Kettering Cancer Center. Morì nel 2001, pochi giorni prima del suo 93º compleanno.

## Discografia
VOX
Echoes of Paris  (1953)
Echoes of Vienna  (1953)
Echoes of Italy  (1953)	
Echoes of Broadway  (1954)
Echoes of Latin America  (1954)
Echoes of Childhood
More Echoes of Paris  (1955)
Echoes of Hollywood  (1955)
Echoes of Budapest  (1955)
Echoes of Christmas  (1955)
Echoes of Continent([1957)
Echoes of Spain  (1956)
My Fair Lady
Jerome Kern  (1957)
Cole Porter  (1957)
The King and I  &  Carousel  (1956)
This is Feyer
RCA
South Pacific & Oklahoma! (1958)
Memories of Viennese Operettas (1958)
Memories of Popular Operas (1958)
Today's Hits Tomorrow's Melodies (1959)
Music for a Mellow Mood
Cadence
An Evening at the Café Carlyle (1960)
DECCA series
I Still Like To Play French Songs The Best
But Oh! Those Italian Melodies
Latin Songs Everybody Knows
Golden Waltzes Everybody Knows
A Nightcap with George Feyer (post-1964)
Piano Magic Hollywood (post-1965)
My Fair Lady
The New Echoes of Paris
Echoes of Christmas
Echoes of Love (post-1966)
Echoes of Romance
Echoes of Childhood
Kapp
Dancing In the Dark My Way (1969)
Rembrandt
At the Stanhope (post-1970)
Echoes of Paris-Vienna-Italy: The best of three on one
VANGUARD - “Essential” series
George Gershwin (1974)
Cole Porter (1976)
Jerome Kern (rec. 1978)